# Draadloos netwerk
Een draadloos netwerk is een computernetwerk of telefoonnetwerk waarbij de aangesloten apparaten niet via fysieke koperen kabels of glasvezelkabels communiceren, maar via elektromagnetische straling (radiosignalen, licht).
De belangrijkste draadloze technologieën zijn:
Lokale netwerken:
| Netwerk   | gebruik                         | protocol    | snelheid                  | afstand    |
| --------- | ------------------------------- | ----------- | ------------------------- | ---------- |
| IrDA      | communicatie met randapparatuur |             | 9,6 kbit/s tot 16 Mbit/s  | 1 m.       |
| Bluetooth | communicatie met randapparatuur |             | 1 Mbit/s                  | 1-100 m.   |
| Wifi      | lokale netwerken                | IEEE 802.11 | 11 Mbit/s - 866,7 Mbit/s. | 1 - 100 m. |

Netwerken voor mobiel internet:
| Netwerk      | gebruik         | protocol | snelheid                         |
| ------------ | --------------- | -------- | -------------------------------- |
| GPRS / EDGE  | mobiel internet | gsm      | 9-21,4 kbit/s / 128 kbit/s       |
| UMTS / HSDPA | mobiel internet | UMTS     | 384 kbit/s / 1.8 - 14.4 Mbit/s   |
| HSPDA+ / 4G  | mobiel internet | UMTS     | 22-84 Mbit/s / 10,3-299,6 Mbit/s |

## Hacking
Omdat draadloze netwerken geen fysieke verbinding nodig hebben, zijn deze netwerken inherent
gevoelig voor cracking. Dit wordt in de regel ondervangen door encryptie zoals WEP en zijn opvolgers zoals WPA en WPA2.